# Юсупово (Дюртюлинський район)
Юсу́пово (рос. Юсупово, башк. Арғыш) — село у складі Дюртюлинського району Башкортостану, Росія. Входить до складу Черлаківської сільської ради.
Населення — 668 осіб (2010; 723 у 2002).
Національний склад:
- башкири — 81 %